# Lienardia semilineata
Lienardia semilineata é uma espécie de gastrópode do gênero Lienardia, pertencente a família Clathurellidae.